# Publília (esposa de Ciceró)
Publília (en llatí Publilia) va ser la segona esposa de Marc Tul·li Ciceró amb el que es va casar l'any 46 aC. Com que l'orador tenia llavors 60 anys i Publília era molt jove, el matrimoni va causar un gran escàndol.
Sembla que Ciceró tenia en aquella època grans problemes de patrimoni, i després del seu divorci de Terència, necessitava un nou matrimoni per tal d'obtenir diners per pagar els seus deutes. Publília tenia una gran fortuna, que li havia deixat el seu pare, però, per evadir la lex Voconia, que limitava la quantitat que una dona podia rebre en herència, va cedir la titularitat dels seus béns a Ciceró.
El matrimoni va ser molt desgraciat i a la mort de la seva filla Tul·liola l'any 45 aC, Ciceró va sortir del domicili familiar i finalment, aquell mateix any, se'n va divorciar. Va haver de tornar els diners rebuts en dot, que li havien servit per pagar els deutes, però sembla que no va tenir gaires problemes per recollir-los.
Probablement Publília es va casar després amb Vibi Ruf, cònsol durant el regnat de Tiberi, segons afirma Dió Cassi, quan diu que es va casar amb la viuda de Ciceró, que seria Publília i no Terència, molt vella en aquella època.